# NGC 3974
NGC 3974 é uma galáxia espiral barrada (SB0-a) localizada na direcção da constelação de Crater. Possui uma declinação de -12° 01' 38" e uma ascensão recta de 11 horas, 55 minutos e 40,1 segundos.
A galáxia NGC 3974 foi descoberta em 9 de Março de 1828 por John Herschel.